# Spiracme
Spiracme is een geslacht van spinnen uit de familie van de krabspinnen (Thomisidae).

## Soorten
- Spiracme baltistana (Caporiacco, 1935)
- Spiracme dura (Sørensen, 1898)
- Spiracme keyserlingi (Bryant, 1930)
- Spiracme lehtineni (Fomichev, Marusik & Koponen, 2014)
- Spiracme mongolica (Schenkel, 1963)
- Spiracme nigromaculata (Keyserling, 1884)
- Spiracme quadrata (Tang & Song, 1988)
- Spiracme striatipes (L. Koch, 1870)
- Spiracme triangulosa (Emerton, 1894)
- Spiracme vachoni (Schenkel, 1963)